# Municipio de Juárez (Chihuahua)
El municipio de Juárez es uno de los 67 municipios en que se encuentra dividido el estado mexicano de Chihuahua, localizado en su extremo norte y junto a la frontera con Estados Unidos. Es el municipio más poblado del estado, su cabecera municipal es Ciudad Juárez.

## Geografía
El municipio de Juárez se encuentra localizado en el extremo norte del estado de Chihuahua , en la frontera con Estados Unidos, sus coordenadas geográficas extremas son 31° 07' - 31° 48' de latitud norte y 106° 10' - 106° 58' de longitud oeste y su altitud fluctúa entre un máximo de 1 900 y un mínimo de 1 000 metros sobre el nivel del mar. Su extensión territorial es de 3 561.14 kilómetros cuadrados que representan un 1.44% de la superficie total del estado de Chihuahua.
Limita al oeste con el municipio de Ascensión, al sur con el municipio de Ahumada y al sureste con el municipio de Guadalupe; al norte y noreste limita con Estados Unidos, en particular con el Condado de El Paso del estado de Texas y con el Condado de Doña Ana del estado de Nuevo México.

### Topografía

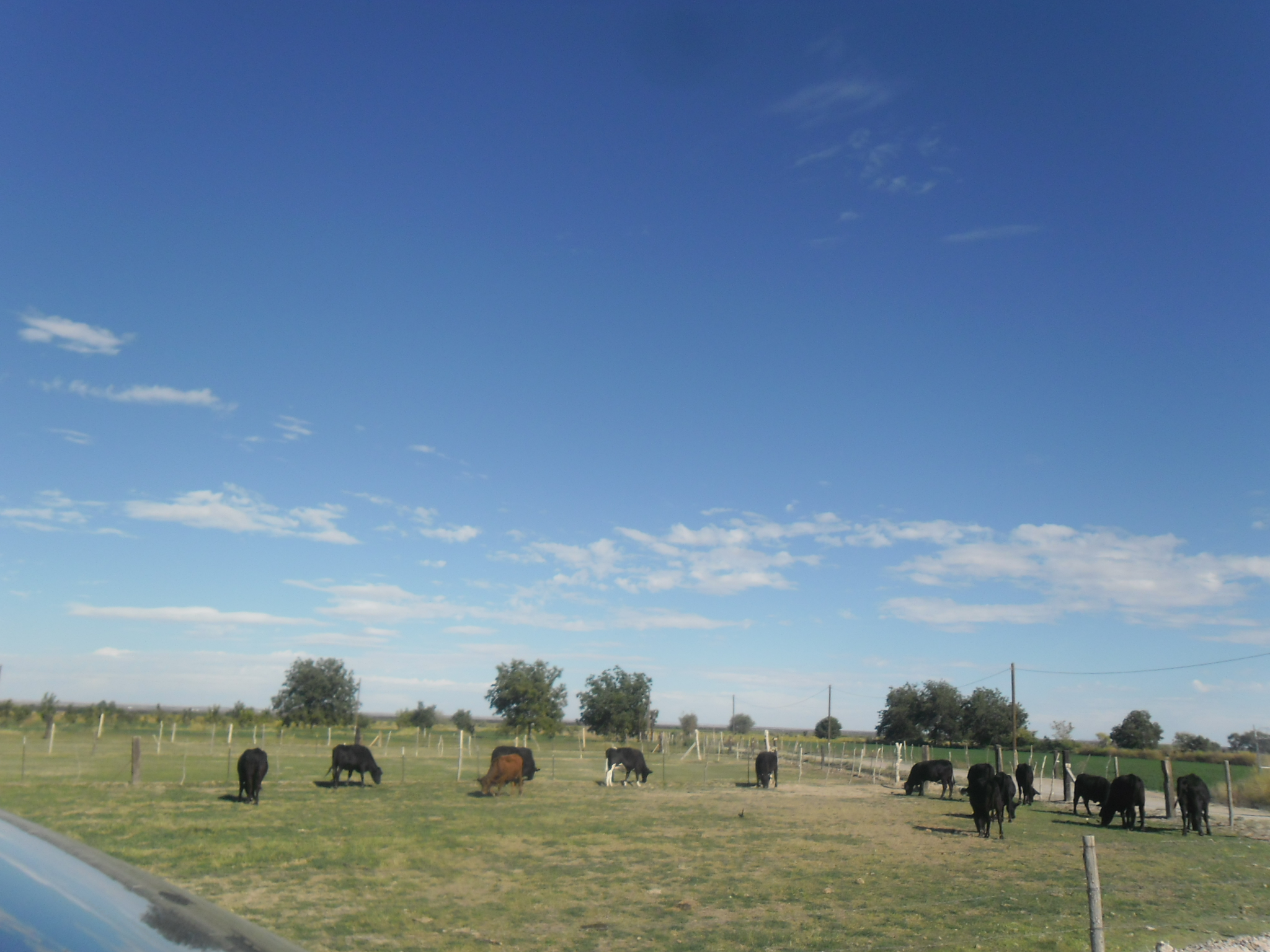
Valle de Juárez

Su territorio es mayormente plano, con varias estribaciones de serranías y comprende dentro de su jurisdicción los Médanos de Samalayuca, siendo cultivable solo la región conocida como Valle de Juárez, donde el principal cultivo es el algodón.

### Clima
El clima es desértico árido-extremoso, siendo de las temperaturas más extremas registradas históricamente en el país de 48 °C y -27 °C (2011), con una precipitación pluvial de 300 mm anuales en años prósperos.[cita requerida]
Posee una región turística con grandes extensiones de dunas, es un desierto que tiene una gran variedad de reptiles, lo que lo ha hecho cada vez más conocido.
En este clima seco, el subsuelo cuenta con suficiente agua para mantener su acelerado desarrollo en todos los ámbitos.

## Demografía
Según el Censo de Población y Vivienda de 2020 realizado por el Instituto Nacional de Estadística y Geografía, la población del municipio de Juárez es de 1 512 450 habitantes, de los cuales 50.0% son hombres y 50.0% son mujeres. Lo que lo convierte en el municipio más poblado del estado de Chihuahua.

### Localidades
En el censo de 2020 el municipio de Juárez contaba con 142 localidades.
| Código INEGI      | Localidad         | Población (2020) |
| ----------------- | ----------------- | ---------------- |
| 080370001         | Ciudad Juárez     | 1 501 551        |
| 080370613         | Loma Blanca       | 3 383            |
| 080370635         | San Isidro        | 2 065            |
| 080370633         | Samalayuca        | 1 577            |
| 080370634         | San Agustín       | 1 373            |
| Otras localidades | Otras localidades | 2 501            |
| Total municipal   | Total municipal   | 1 512 450        |

## Política
El gobierno del municipio el corresponde al Ayuntamiento, electo por voto popular, directo y secreto para un periodo de tres años reelegibles de forma inmediata (por dos periodos), el ayuntamiento de acuerdo con el Código municipal de Chihuahua está integrado por el presidente municipal, el Síndico y un cabildo formado por diez regidores de mayoría; se eligen además regidores de representación proporcional cuyo número es fijado por la Ley Electoral. El Presidente municipal y los diez regidores son electos mediante una planilla, mientras que el síndico es designado mediante una elección uninominal. Todos entran a ejercer su cargo el día 10 de octubre del año de la elección.

### División administrativa
El municipio de Juárez se divide en una única sección municipal: Samalayuca; su presidente seccional es electo mediante plebiscito popular organizado por el ayuntamiento y dura en su encargo tres años.

### Representación legislativa
Para efectos de la división geográfica en distritos electorales locales y federales para la elección de diputados de mayoría, el municipio de Juárez se divide de la siguiente forma:
Local:
- Distrito electoral local 2 de Chihuahua con cabecera en Ciudad Juárez.
- Distrito electoral local 3 de Chihuahua con cabecera en Ciudad Juárez.
- Distrito electoral local 4 de Chihuahua con cabecera en Ciudad Juárez.
- Distrito electoral local 5 de Chihuahua con cabecera en Ciudad Juárez.
- Distrito electoral local 6 de Chihuahua con cabecera en Ciudad Juárez.
- Distrito electoral local 7 de Chihuahua con cabecera en Ciudad Juárez.
- Distrito electoral local 8 de Chihuahua con cabecera en Ciudad Juárez.
- Distrito electoral local 9 de Chihuahua con cabecera en Ciudad Juárez.
- Distrito electoral local 10 de Chihuahua con cabecera en Ciudad Juárez.

Federal:
- Distrito electoral federal 1 de Chihuahua con cabecera en Ciudad Juárez
- Distrito electoral federal 2 de Chihuahua con cabecera en Ciudad Juárez
- Distrito electoral federal 3 de Chihuahua con cabecera en Ciudad Juárez
- Distrito electoral federal 4 de Chihuahua con cabecera en Ciudad Juárez

### Presidentes municipales
Véase Anexo:Presidentes municipales de Ciudad Juárez
| - (1938 - 1940): Octavio Escobar Rodríguez - (1940 - 1941): Teófilo Borunda - (1942 - 1943): Antonio J. Bermúdez - (1944 - 1946): Arturo Chávez Amparán - (1947 - 1949): Carlos Villarreal - (1950): Francisco Triana Parra - (1950 - 1952): Víctor Manuel Ortiz - (1953 - 1955): Pedro N. García Martínez - (1956): Margarito Herrera López - (1959 - 1959): René Mascareñas Miranda - (1959 - 1962): Humberto Escobar - (1962 - 1964): Félix Alfonso Lugo - (1964 - 1965): Aureliano González Vargas - (1965): Felipe Dávila Baranda - (1965 - 1968): Armando González Soto - (1968 - 1971): Bernardo Norzagaray Ángulo - (1971 - 1974): Mario Jáquez Provencio - (1974 - 1977): Raúl Lezama Gil - (1977 - 1980): Manuel Quevedo Reyes - (1980 - 1983): José Reyes Estrada Aguirre | - (1983 - 1986): Francisco Barrio Terrazas - (1986): Miguel Agustín Corral - (1986 - 1989): Jaime Bermúdez Cuarón - (1989 - 1992): Jesús Macías Delgado - (1992): Carlos Ponce Torres - (1992 - 1995): Francisco Villarreal Torres - (1995 - 1997): Ramón Galindo Noriega - (1997 - 1998): Enrique Flores Almeida - (1998 - 2001): Gustavo Elizondo Aguilar - (2001 - 2002): José Reyes Ferriz, Presidente del Consejo Municipal - (2002 - 2004): Jesús Alfredo Delgado Muñoz - (2004): Ricardo Álvarez Medina - (2004 - 2007): Héctor Murguía Lardizábal - (2007 - 2010): José Reyes Ferriz - (2010 - 2013): Héctor Murguía Lardizábal - (2013 - 2015): Enrique Serrano Escobar - (2015 - 2016): Javier González Mocken - (2016 - 2021): Armando Cabada Alvídrez (IND) - (2021 -) Cruz Pérez Cuéllar |